# 日本会議通訳者協会
一般社団法人 日本会議通訳者協会（にほんかいぎつうやくしゃきょうかい、英称：Japan Association of Conference Interpreters（JACI)）は、東京都世田谷区に本部を置く業界団体。通訳者の技能向上、通訳者の社会的地位向上、情報交換等を目的として設立された団体。日本語と外国語の通訳に従事する者及び通訳業界関係者を会員としている。2021年9月10日時点の一般会員数は515名。認定会員数は39名。

## 概要
- 沿革：2015年4月設立、2018年12月一般社団法人化。
- 本部所在地：東京都中央区銀座一丁目１４番４号 Ｎ＆Ｅ ＢＬＤ．６Ｆ

## 理事会役員
(2023年8月20日現在)
- 小野陽子（理事）
- 神田雅晴（理事）
- 佐々木勇介（理事）
- 白倉淳一（副会長）
- 蛇川真紀（理事）
- 関根マイク（会長）
- 巽美穂（理事）
- 橋本佳奈（理事）
- 松岡由季（理事）
- 渡辺有紀（理事）
- 佐藤直樹（監事）
- 中村征一郎（監事）

## 日本通訳フォーラム
通訳者協会主催の通訳者向けイベント。2015年より毎年夏に開催されている。2020年および2021年は新型コロナウイルスの感染リスクを考慮しオンラインでの開催に切り替え、通訳者のみならず翻訳者向けのセッションも用意。https://www.japan-interpreters.org/news/current-forum/

## 同時通訳グランプリ
日本会議通訳者協会が主催する、通訳を学ぶ学生と同時通訳経験3年未満の一般通訳者向けの同時通訳コンテスト。毎年5月に予選、6月に本選が開催されている。2021年はコロナ禍のため、完全オンラインにて開催。https://www.japan-interpreters.org/news/grandprix/